# Surf rock
Surf rock je rockový žánr, který vznikl v jižní Kalifornii v USA. Je směsí surfové hudby a rock and rollu. Byl populární v 60. letech; ovlivněn byl i hudebními prvky, které pocházejí od mexických přistěhovalců. K jeho nejznámějším představitelů patří skupina The Beach Boys.
Surfová hudba je spojena s kulturou surfingu, která má kořeny v oblasti Orange County (Kalifornie). Vznikala začátkem 20. století, k jejímu rozmachu začalo docházet v průběhu 50. až 60. let (kdy se k této kultuře připojila i silná australská plážová komunita), ale její kulturní tradice přetrvávají dodnes. Surfaři mají svůj osobitý styl oblékání, vyjadřovací žargon, témata surfingu, jejich životního stylu a pocitová škála komunity je bádatelná ve filmech, literatuře jako i hudbě, která je pro ni charakteristická. V surfové hudbě je dán důraz na kytarové, vlivem hispánské kultury spíš akusticky znějící kompozice a propracovanější, harmonicky nazpívané vokální sbory. Spolu s vývojem populární hudby se vyvíjely i podžánry surfové hudby, které přebraly moderní trendy. Vznikl tak surf pop, jehož součástí jsou surfové balady a surf rock, který přebíral důraznější rockové, rytmické linie s využitím elektrických kytar, někdy saxofonů v hlavní melodii.

## Představitelé
- Dick Dale
- The Ventures
- The Beach Boys
- The Astoronauts
- The Marckets
- The Rooters
- The Safaris
- Surf Curse
- Pete Best
- Jan & Dean